# Јехова
Јехова је латински облик хебрејске ријечи יְהֹוָה-Јахве, вокализација тетраграматона יהוה (YHWH), властитог имена Бога Израиља у Танаху. Овом вокализацијом настала је ријеч Јехова, док YHWH транслитерацијом даје Јахве. יְהֹוָה се спомиње 6.518 пута у преводу Масоретског текста, уз додатак од 315 помињања יֱהֹוִה (Јехови). Најранији доступни латински текстови користи вокализацију сличну Јехови у 13. веку.
Већина научника верује да је реч Јехова настала комбиновањем латиничних слова JHVH са самогласницима ријечи Адонај, али постоје докази да је можда већ био у употреби у касној антици (5. вијек). Постоји консензус међу научницима да је вокализација тетраграматона у вријеме историјске редакције Торе (6. вијек п. н. е.) најсличнија Јахвеу, али постоје неслагања. Историјска вокализација је нестала јер се у Другом храму, између 3. и 2. вијека п. н. е., почео избјегавати изговор тетраграматоном, а почео користи Адонај (Мој Господ).
Међу научницима је постигнут консензус да је историјска вокализација Тетраграматона у време редиговања Торе (6. век пне) највероватније Јахве. Историјска вокализација је изгубљена јер је у јудаизму Другог храма, током 3. до 2. века п. н. е., избегнут изговор Тетраграматона, замењен са Адонајом („мој Господ”). Хебрејске самогласничке тачке Адонаја је додао Тетраграматону Масорет, а резултујући облик је транслитерисан око 12. века као Јехова. Изведени облици Iehouah и Jehovah први пут су се појавили у 16. веку.
Јехову је први представио Вилијам Тиндејл у свом преводу Изласка 6:3, а појављује се и у неким другим раним енглеским преводима, укључујући Женевску Библију и Верзију краља Џејмса. Конференција католичких бискупа Сједињених Држава наводи да је за изрицање Тетраграматона „потребно увести самогласнике који мењају писане и говорне облике имена (тј. „Yahweh“ или „Jehovah“).“ Јехова се појављује у Старом завету неких широко коришћених превода, укључујући Америчку стандардну верзију (1901) и Јонгов дословни превод (1862, 1899); „Новосветски превод“ (1961, 2013) користи Јехову у Старом и у Новом завету. Јехова се не појављује у већини уобичајених енглеских превода, од којих неки користе Јахву, али већина наставља да користи „Господ“ или „LORD“ за представљање Тетраграматона.

## Корен речи
Име Јехова представља транскрипт хебрејског тетраграматона (без самогласника, пошто их у хебрејском писму нема) JHVH (у преводу на латинично писмо) и има значење: „Он проузрокује да постаје“. י (yodh) ה (heh) ו (vav) ה (heh) тј. יהוה (читано здесна налево) = YHVH, односно како се у нашем језику чешће пише: JHVH.
| хебр.  | хебр.  | хебр.   | хебр.   |
| יְהוָה   | יְהוִה   | יְהֹוָה    | יְהֹוִה    |
| Jehwáh | Jehwíh | Jehowáh | Jehowíh |

## Хебрејске самогласничке тачке
Савремени водичи за библијску хебрејску граматику, као што је Дуане А Гаретова Модерна граматика за класични хебрејски, наводе да су хебрејске самогласничке тачке које се сада налазе у штампаним хебрејским Библијама измишљене у другој половини првог миленијума наше ере, дуго након што су текстови настали. То је назначено у ауторитативној Хебрејској граматици Гесениуса, и Годвиновој кабалистичкој енциклопедији, а признато је чак и међу онима који сматрају да водичи на хебрејском одржавају „научне митове“.
„Јеховистички” учењаци, углавном пре 20. века, који верују да је /dʒəˈhoʊvə/ изворни изговор божанског имена, тврде да су хебрејски самогласници и акценти били познати писцима светих писама у антици, и да свето писмо и историја подржавају да је њихово порекло у хебрејском језику. Неки припадници караитског јудаизма, попут Нехемије Гордона, заступају ово мишљење. Антика самогласничких тачака и приказивања Јехове бранили су различити учењаци, укључујући Мајкелис, Драч, Стиер, Вилијам Фалк (1583), Јоханес Буксторф, његов син Јоханес Букторф II, и Џон Овен (17. век); Питер Витфилд и Џон Гил (18. век), Џон Монкриф (19. век), Јохан Фридрих фон Мејер (1832) Томас Д. Рос дао је приказ контроверзе по овом питању у Енглеској до 1833. Г. А. Риплингер, Xон Хинтон, Тoмас М. Штраус, новији су браниоци аутентичности гласовних тачака.